# Джаред Фогл
Джаред Скотт Фогл (англ. Jared Scott Fogle, нар. 23 серпня 1977) — американський колишній речник ресторанів Subway, який з'являвся в рекламних кампаніях мережі у 2000—2015 роках, поки розслідування ФБР не викрило його злочини у вигляді дитячого секс-туризму і зберігання дитячої порнографії.
Фогл став актором рекламних кампаній мережі ресторанів після того, як під час навчання в універстеті в 1998—1999 роках схуд на 111 кг, і зробив це завдяки відвідуванням закладів Subway як частини свого плану дієти. Популярність Фогла призвела до його появи в понад 300 рекламних роликах Subway протягом 15 років, а також появи в інших ЗМІ.
Звинувачення Фогла в неналежних стосунках з неповнолітніми почалися 2007 року, але не мали належного рівня уваги до 2015 року, коли ФБР виявило, що він отримував дитячу порнографію від свого партнера. Визнавши себе винним у звинуваченнях у дитячому секс-туризмі та дитячій порнографії того ж року, Фогл був засуджений до 15 років і 8 місяців у федеральній в'язниці. Він залишається ув'язненим станом на 2024 рік.

## Біографія і кар'єра

### Раннє життя
Народився в Індіанаполісі, штат Індіана, 23 серпня 1977 року в родині Нормана та Адрієнн Фоглів. У нього є молодші брат і сестра.
1995 року Фогл закінчив Північну центральну середню школу в Індіанаполісі. 2000 року закінчив Університет Індіани в Блумінгтоні, а потім недовго працював у відділі управління доходами в American Trans Air.

### Subway
Фогл вперше привернув увагу ЗМІ у квітні 1999 року завдяки статті, опублікованій в Indiana Daily Student, написаній колишнім мешканцем гуртожитку про те, як Фогл схуд на 111 кг, займаючись спортом і харчуючись сендвічами Subway. Згодом з'явився у статті журналу Men's Health «Дурні дієти … які працюють!». Згідно зі статтею, Фогл страждав ожирінням — у певний момент важив 425 фунтів (193 кг) — через відсутність фізичних вправ і вживання шкідливої їжі. Він змінив свої харчові звички після переходу на харчування в Subway, замінивши споживання їжі зі 10 000 калорій на день одним невеликим прийомом їжі з м'ясом індички та однією великою тарілкою овочів разом із запеченими картопляними чіпсами та дієтичною газованою водою, що становить близько 2 000 калорій.

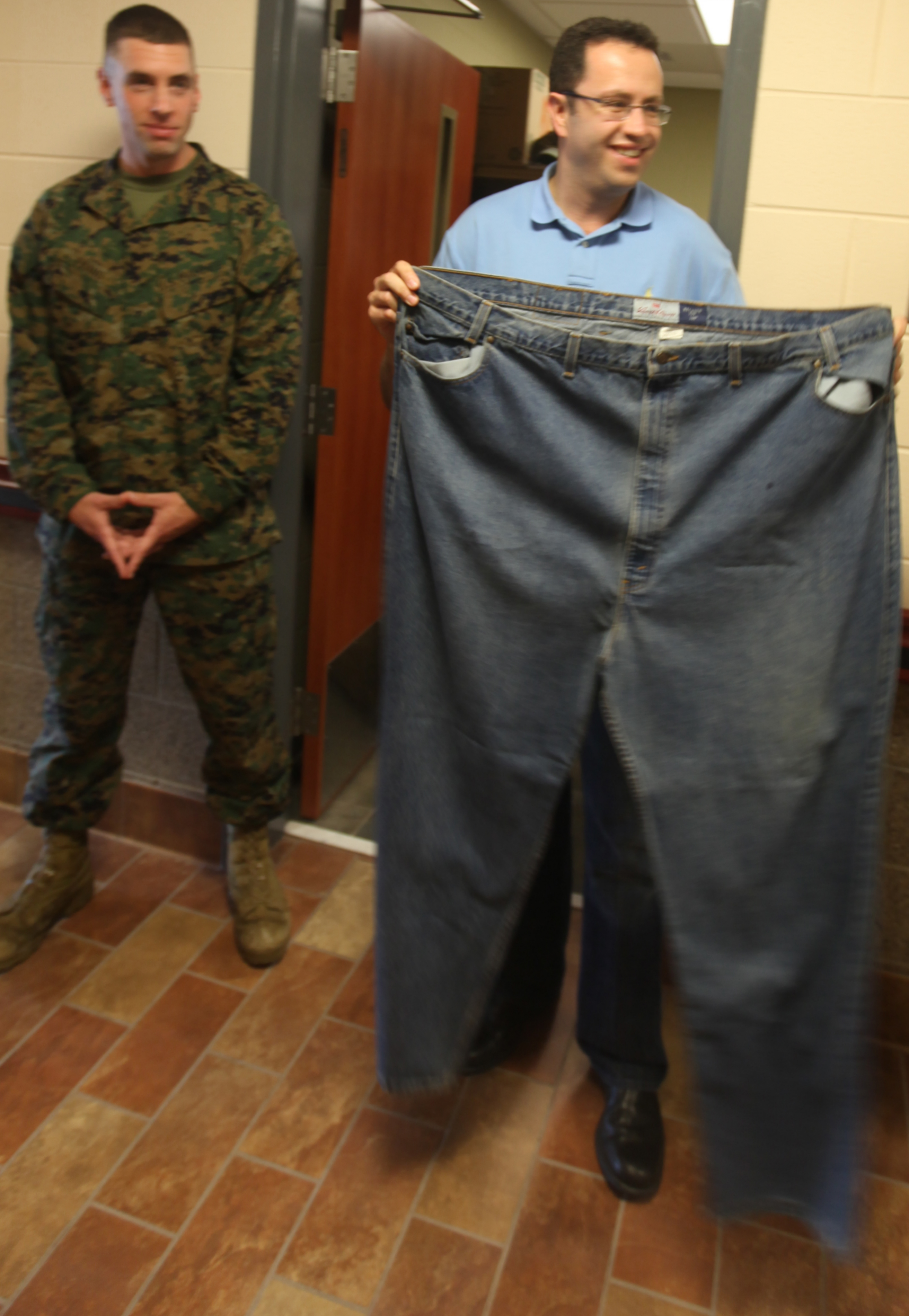
Джаред Фогл показує джинси, які він носив, коли важив 425 фунтів (193 кг)

Згодом франчайзі Subway з Чикаго передав історію Фогла рекламному агентству мережі. Першу рекламну кампанію провели на регіональному телебаченні як експеримент. Вона вийшла в ефір 1 січня 2000 року, представляючи Фогла та його історію з таким застереженням: «Дієта Subway у поєднанні з великою кількістю прогулянок спрацювала для Джареда. Ми не кажемо, що це для всіх. Вам слід проконсультуватися зі своїм лікарем перед початком будь-якої програми дієти, але це спрацювало для Джареда». Оскільки тестові рекламні оголошення мали успіх, Фогл згодом з'являвся в більшій кількості телевізійних рекламних роликів, а також мав виступи в Subway по всій території США, виступав з доповідями про користь фітнесу та здорового харчування та став відомим як The Subway Guy.
2002 року Фогл з'явився в епізоді South Park під назвою «Jared Has Aides». Згодом він заявив, що хоча в епізоді був «типовий несмачний гумор», той факт, що цілий епізод був присвячений йому, був «дуже лестливим» та додав: «ви знаєте, що досягли успіху, коли такі шоу, як South Park, починають вас пародіювати». Фогл також з'явився у відеогрі South Park: The Fractured but Whole як бос; це сталося після його засудження за дитячу порнографію.
У лютому 2008 року рекламна кампанія Subway під назвою «Tour de Pants» відзначила, що Фогл підтримував свою втрату ваги протягом десяти років. У рамках кампанії він оголосив, що наприкінці рекламного туру віддасть свої штани довжиною 157 см до музею. Починаючи з 2008 року, присутність Фогла в рекламі Subway зменшилася через те, що компанія зробила новий акцент на своїй рекламній акції «5$ Footlong». Поряд із цим роль актора реклам у Subway дала йому деякі інші можливості, такі як поява у WWE у 2009 і 2011 роках. До 2013 року Фогл зняв понад 300 рекламних роликів і продовжував виступати та для Subway. Підприємство пов'язувало від третини до половини свого зростання продажів з Фоглом, причому у 1998—2011 роках доходи компанії зросли втричі.

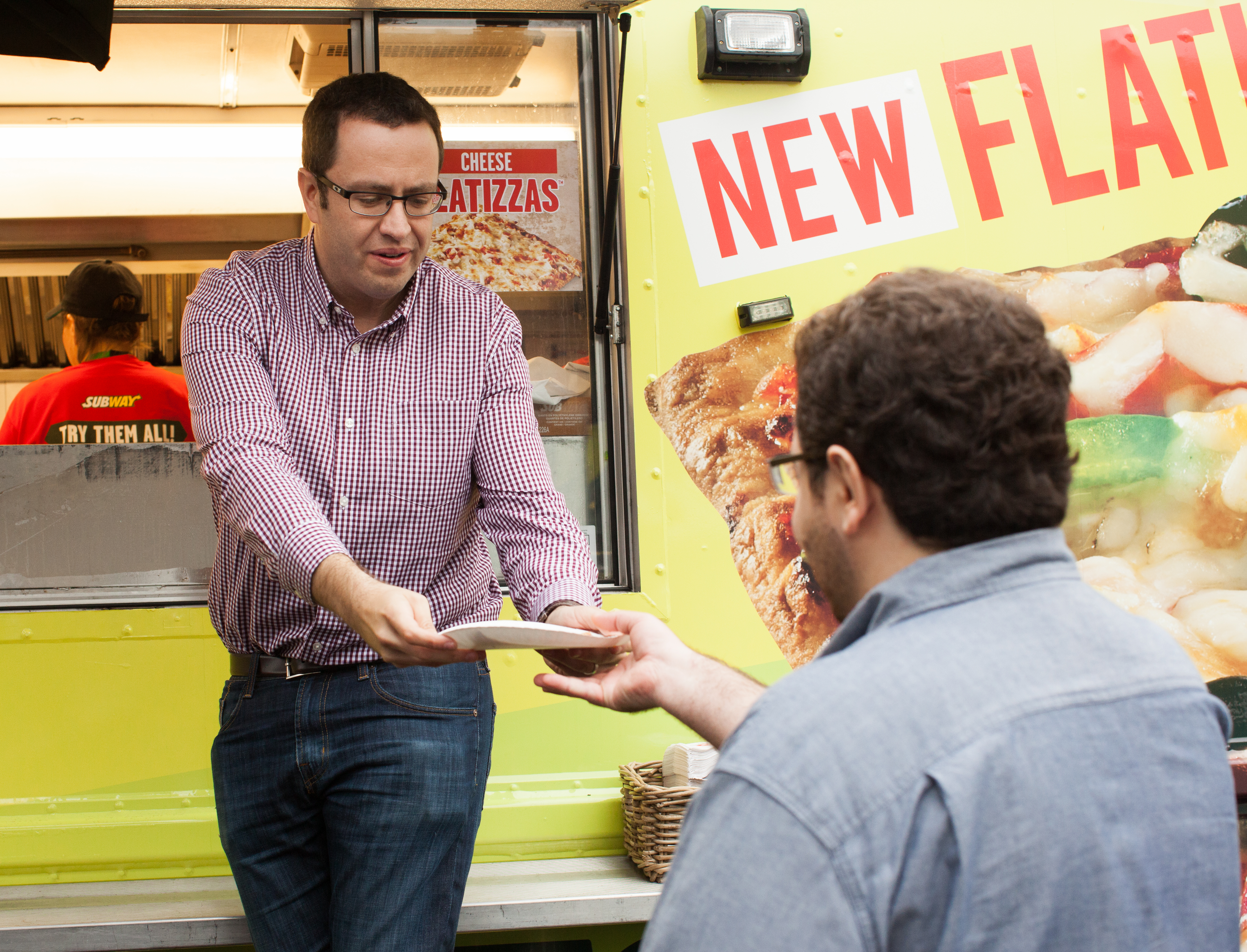
Фогл біля одного з вагончиків мережі Subway, 2014 рік

Фогл також з'являвся в серії фільмів Sharknado, починаючи з Sharknado 2: The Second One. Він знявся в епізодичній ролі в Sharknado 3: Oh Hell No!, яку вирізали з версії трансляції Syfy Channel за тиждень до прем'єри, коли його будинок обшукало ФБР. Він також з'явився у фільмі Адама Сендлера «Джек і Джилл».

### Jared Foundation
2004 року Фогл заснував Jared Foundation, некомерційну організацію, зосереджену на підвищенні обізнаності про дитяче ожиріння за допомогою освітніх програм та інструментів, наданих батькам, школам і громадським організаціям.
Державний секретар штату Індіана розпустив організацію в лютому 2012 року, тому що вона не сплачувала обов'язкових 5 доларів щорічної звітності протягом двох попередніх років, попри те, що її неодноразово вимагали зробити це.
29 квітня 2015 року Рассел Тейлор, директор фонду, був заарештований у своєму будинку в Індіанаполісі за звинуваченнями в експлуатації дітей, зберіганні дитячої порнографії та вуайєризмі. Відповідно до протоколів суду, Тейлор і його тодішня дружина Анджела Болдвін розбещували дівчаток і встановлювали камери у своєму будинку, щоб знімати жертв без їх відома.
Фогл розірвав усі стосунки з Тейлором одразу після арешту. 6 травня 2015 року Тейлор спробував покінчити життя самогубством у в'язниці округу Меріон і був переведений на апарат життєзабезпечення. Він визнав себе винним у звинуваченнях 1 вересня 2015 року, а 10 грудня був засуджений до 27 років федеральної в'язниці. Вирок був скасований у березні 2020 року, коли з'ясувалося, що адвокат Тейлора не зміг оскаржити три звинувачення, які не були підтверджені доказами. Суддя Таня Волтон Пратт, яка спочатку винесла вирок, сказала, що це зіпсувала всю угоду про визнання провини. У квітні прокуратура висунула новий обвинувальний акт за 30 пунктами звинувачення у виготовленні та розповсюдженні дитячої порнографії. У травні Тейлор подав клопотання про визнання провини, офіційно визнавши себе винним у листопаді 2021 року. 9 травня 2022 року його засудили до 27 років ув'язнення, ідентично до початкового вироку. У жовтні 2021 року Болдвін визнали винною в експлуатації дітей, виробництві та зберіганні дитячої порнографії та засудили до 33 років ув'язнення.
У серпні 2015 року в статті USA Today повідомлялося, що Jared Foundation не надавав жодних грантів і не виділяв коштів на заявлену мету. У статті також зазначалося, що в середньому фонд витрачав 73 000 доларів на рік, причому більша частина цієї суми припадала на зарплату виконавчого директора. Понад чверть коштів не були враховані в податковому обліку фонду. Даніель Борочофф, президент некомерційної благодійної групи CharityWatch, сказав: «Якби Джаред дійсно був зацікавлений у допомозі дітям через свій фонд, він міг би отримати більше грошей. Як і у випадку з багатьма знаменитостями, благодійність, схоже, спрямована більше на покращення іміджу, аніж на благодійність».

## Злочини

### Розслідування та арешт через дитячу порнографію
2007 року Фогл привернув увагу державних і федеральних правоохоронних органів після того, як у Сарасоті, штат Флорида, журналістка й радіоведуча Рошель Герман-Волронд повідомила поліцейському відділу Сарасоти, що Фогл робив непристойні коментарі щодо дівчаток середнього шкільного віку під час спілкування; вона познайомилася з ним у місцевій середній школі на медичному заході, коли він був у Сарасоті під час виступу. Вона робила записи коментарів Фогла та зберігала текстування між ними, а потім пішла до ФБР, де агенти попросили її записати розмови між ними. Герман-Валронд подружилася з Фоглом і протягом наступних чотирьох років таємно записувала її розмови з ним у рамках федерального розслідування. Вона записала, як він зробив кілька зауважень про те, що мав секс з неповнолітніми дівчатами, і попросив Рошель встановити вебкамеру в кімнатах її дітей, щоб він міг спостерігати за ними; зрештою, ФБР не змогло порушити справу проти Фогла, використовуючи записи, оскільки їм потрібні були суттєвіші докази проти нього.
Під час розслідування операції з дитячою порнографією Рассела Тейлора влада виявила, що Тейлор обмінювався фотографіями й відео відверто сексуального характеру з дітьми, деяким з яких було 6 років, з Фоглом, включно із зображеннями його власних падчерок. Тейлора, якого засудили до 27 років ув'язнення, пізніше назвали незасудженим співучасником у справі ФБР проти Фогла. «Те, що ми знайшли в будинку Рассела Тейлора та на його комп'ютерах, привело нас до Джареда Фогла», — сказав Тім Горті, речник Міністерства юстиції США.
7 липня 2015 року слідчі ФБР і поліції штату Індіана провели рейд у резиденції Фогла в Сіонсвіллі, штат Індіана, і заарештували його за звинуваченням у розповсюдженні та зберіганні дитячої порнографії; з його дому вилучили комп'ютери та інше електронне обладнання. Того ж дня представник Subway оголосив, що компанія та Фогл взаємно домовилися призупинити свої ділові відносини; згодом Subway видалив усі згадки про Фогла зі свого сайту.
Після арешту ФБР також викликало в суд серію текстових повідомлень, надісланих у 2008 році між Фоглом і франчайзі Subway Сінді Міллс, з якою він мав сексуальні стосунки в той час. У цих повідомленнях Фогл говорив про сексуальне насильство над дітьми віком від 9 до 16 років, сказав їй продати себе заради сексу в Craigslist і попросив організувати для нього секс з її 16-річним двоюрідним братом. Адвокат Міллс сказав, що вона попередила корпоративне керівництво Subway про текстові повідомлення, але вони відповіли, що, оскільки Фогл не є співробітником Subway, порушення не було. Представники компанії заявили, що не мають даних про звинувачення Міллс.

### Угода про визнання провини
19 серпня 2015 року федеральні прокурори оголосили про те, що вони досягли угоди з Фоглом, згідно з якою він визнає себе винним за їхнім обвинувальним актом від 15 серпня 2015 року, який містить два пункти:
- у розповсюдженні та отриманні дитячої порнографії (пункт 1),
- поїздка з метою незаконної сексуальної поведінки з неповнолітньою особою, зокрема, з Індіани до Нью-Йорка, де його звинувачують у тому, що він заплатив за сексуальні акти з неповнолітньою дівчиною — якій, за словами Фогла, на той час було 17 років (пункт 2).

В обвинувальному висновку від 15 серпня прокурор Південного округу Індіани додав твердження в пункт 1 про те, що Фогл: був повністю обізнаний і схвалював те, що учасник змови Рассел Тейлор спонукав дванадцятьох неповнолітніх віком до 13 років здійснювати відверті дії сексуального характеру, таємно знімаючи їх, а потім обмінюючись відео та файлами зображень з Фоглом; було відомо, що Тейлор комерційно отримав і поділився з Фоглом відверто сексуальними зображеннями неповнолітніх віком до шести років; і свідомо поділився матеріалами, отриманими від Тейлора, з іншими сторонами. Обвинувальний висновок від 15 серпня містив звинувачення в пункті 2 про те, що Фогл: пропонував дорослим проституйованим винагороду за пошук йому молодших сексуальних партнерок; надсилав текстові повідомлення цим проституйованим, у яких також висловлював сексуальний інтерес до молодих хлопців; і, крім участі в сексуальних актах із вищезазначеною 17-річною дівчиною, він також запропонував їй винагороду за пошук сексуальних партнерів, молодших за неї.
Згідно з документами про визнання провини, поданими до Окружного суду США Південного округу Індіани, Фоглу загрожуватиме до 50 років ув'язнення, якщо він постане перед судом, на підставі можливого відбуття максимум 20 років поспіль за пунктом 1 і максимум 30 років за пунктом 2. У рамках угоди про визнання провини — яка не була обов'язковою для судді, який виносив вирок — прокурори погодилися вимагати не більше 12 років 7 місяців, а Фогл погодився не вимагати вироку менше п'яти років. Він також погодився виплатити загалом 1,4 млн доларів США (еквівалентно 2,1 млн доларам у 2023 році) реституції — 100 000 доларів кожній жертві (еквівалентно 129 000 доларам у 2023 році). Як умова його угоди про визнання провини, Фогл буде обмежений контактами під наглядом або спілкуванням з неповнолітніми після схвалення офіцером пробації, тоді як контрольовані побачення з його власними дітьми будуть дозволені лише зі схвалення їхньої матері, невдовзі колишньої дружини Фогла — Кеті Маклафлін. Згідно з умовами угоди про визнання провини, після звільнення з в'язниці Фогл повинен буде зареєструватися як сексуальний злочинець до кінця свого життя і пройти лікування від сексуальних розладів.
Незабаром після оголошення угоди про визнання провини Subway оголосила через Twitter, що повністю розірвала відносини з Фоглом.
19 листопада 2015 року Фогл офіційно визнав себе винним перед федеральною суддею Танею Уолтон Пратт. У своїй заяві він вибачився за свої злочини, сказавши, що хотів отримати шанс стати «хорошою, чесною людиною» і «спокутувати [своє] життя» після того, як потрапив у пастку «обману, брехні та повного егоцентризму». За словами Джона Бредфорда, судового психіатра, який свідчив на користь команди захисту Фогла, останній кілька років страждав від компульсивного розладу харчової поведінки, перш ніж схуднути, і замінив їжу почуттям «гіперсексуальності», що охоплювало «легку» або «слабку» педофілію. Цей діагноз не прийняли експерти в галузі психіатрії, та розкритикувала суддя Праттом і користувачі соціальних мереж. Наступного дня психолог Liberty Behavioral Health Corporation Адам Демінг припустив, що використання Бредфордом слів «легкий» і «слабкий» означало, що основним сексуальним потягом Фогла були ранні підлітки, і меншою мірою молодші діти.
Коли Фогл закінчив свою промову перед суддею Праттом, вона засудила його до 15 років і 8 місяців ув'язнення, на три роки більше, ніж вимагали прокурори, і втричі більше, ніж вимагав Фогл. Пратт заявила, що «рівень збочення та беззаконня, які демонструє пан Фогл, є надзвичайним». Він повинен відсидіти мінімум 13 років, перш ніж отримати право на звільнення за хорошу поведінку. Після відбуття покарання він до кінця життя перебуватиме під наглядом. Пратт також оштрафувала його на 175 000 доларів і позбавила активів на 50 000 доларів (загальний еквівалент 289 000 доларів у 2023 році) на додаток до відшкодування, яке він погодився виплатити своїм жертвам.
Адвокат Фогла, Рон Елбергер, подав апеляцію 14 грудня 2015 року. Фогл міг оскаржити вирок, оскільки він довший, ніж максимальний термін покарання, рекомендований прокурорами. Апеляцію необхідно було подати до 25 січня 2016 року, але Фогл попросив і отримав продовження терміну після того, як у Елбергера діагностували рак. Після подання апеляції прокуратура США виступила проти будь-якого скорочення вироку. 9 червня 2016 року Апеляційний суд сьомого округу США залишив вирок у силі.

### Ув'язнення

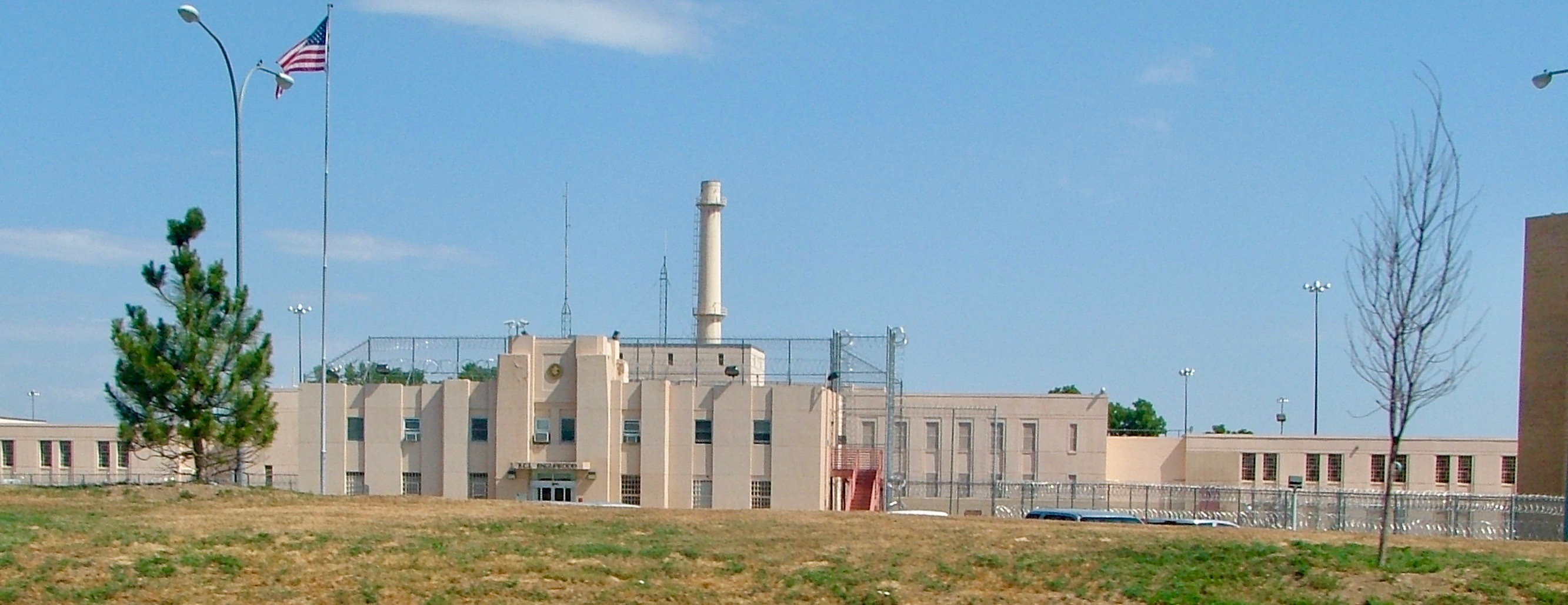
Федеральна виправна установа, Енглвуд, де ув'язнений Фогл

Адвокати Фогла рекомендували йому відбувати покарання у Федеральній виправній установі в Енглвуді поблизу Літтлтона, Колорадо, де є програма для сексуальних злочинців. Суддя Пратт погодилася з рекомендаціями, але вона не мала повноважень визначати, де Фогл відбуватиме покарання. 21 листопада 2015 року він прибув до центру ув'язнення округу Гендерсон, штат Кентуккі, де його утримували на тимчасовій основі. 15 грудня 2015 року Фогл потрапив під варту Федерального бюро в'язниць (BOP) в Оклахома-Сіті. Через три дні його перевели до енглвуда. Номер BOP Фогла — 12919-028. Найраніша можлива дата його звільнення — 24 березня 2029 року.

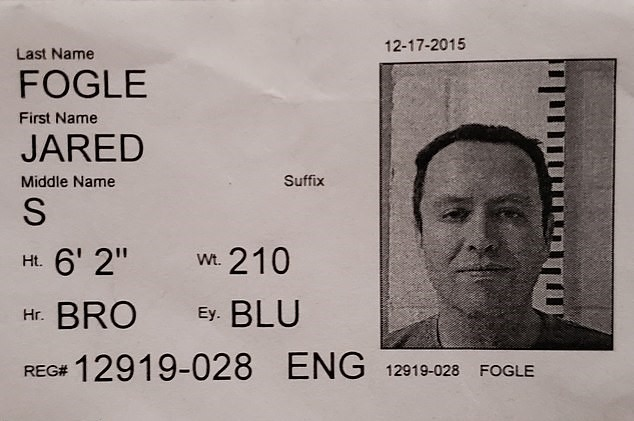
Фотографія Фогла незадовго до того, як його перевели до FCI Енглвуд у 2015 році

8 листопада 2017 року суддя Пратт відхилила клопотання, подане Фоглом, яке підготував його співв'язень, у якому стверджується, що суд у 2015 році не мав юрисдикції засуджувати Фогла, оскільки він є самопроголошеним «суверенним громадянином».
У листопаді 2021 року Фогл вперше публічно вийшов на зв'язок із в'язниці, написавши в листі до New York Post, що він «по-королівськи облажався» і що він пробігає 6,4 до 8,0 км на день і регулярно тренується, перебуваючи за ґратами, та стверджуює, що важить 82 кг.

### Судові позови
У березні 2016 року батьки однієї з жертв Фогля, названої лише як «Джейн Доу», подали до суду на Фогла за тілесні ушкодження та емоційні страждання. Він подав клопотання, стверджуючи, що батьки фактично відповідальні за тілесні ушкодження своєї дитини, оскільки билися та зловживали алкоголем на очах у доньки, і що їхнє розлучення вимагало від жертви «постійної зміни умов життя, що викликало непотрібний стрес, тривогу і травму для Джейн Доу».
24 жовтня 2016 року адвокати Кетлін Маклафлін (на той момент уже колишньої дружини Фогла) подали позов проти Subway в Індіані. У позові стверджується, що Subway порушив конфіденційність і майнові права Маклафлін, а також завдав їй тілесних ушкоджень, приховавши принаймні три випадки незаконної поведінки Фогла, про які було повідомлено вищому керівництву, включно зі звинуваченням у тому, що старший віцепрезидент з маркетингу Subway замовчував інцидент 2004 року, коли Фогл зробив пропозицію молодій дівчині на рекламному заході в Лас-Вегасі. Позов був відхилений у жовтні 2017 року, коли суддя написав, що не має юрисдикції, оскільки основні бізнес-операції були за межами Індіани.

## Особисте життя
У листопаді 2009 року Фогл заручився з вчителькою Кетлін Маклафлін. У січні 2010 року People повідомив, що Фогл набрав 18 кг і планував скинути їх за допомогою своєї програми схуднення Subway для майбутнього весілля. Фогл і Маклафлін одружилися в липні 2010 року, а згодом у подружжя народилися двоє дітей: син (2011 р. н.) і дочка (2013 р. н.).
У 2013 році капітал Фогла становив 15 млн доларів. 19 серпня 2015 року, після звинуваченнь у сексі з неповнолітніми та дитячій порнографії, його дружина опублікувала заяву через свого адвоката, оголосивши, що вона вимагає розлучення. Маклафлін додала, що зосереджена «винятково на добробуті своїх дітей». Їхнє розлучення завершилося 16 листопада 2015 року; Фогл погодився заплатити своїй тепер уже колишній дружині 7 млн доларів. Відповідно до судових документів, вона виїхала за межі штату до того, як Фогл признав свою провину, і вирішила залишитися в невідомому місці, щоб захистити себе та дітей від «медіа-цирку» навколо злочинів колишнього чоловіка.

## Фільмографія
| Рік        | Назва                       | Примітки                                                                                     |
| ---------- | --------------------------- | -------------------------------------------------------------------------------------------- |
| 2000–2015  | Реклами Subway              |                                                                                              |
| 2002, 2008 | Saturday Night Live         | 2 епізоди                                                                                    |
| 2004       | Super Size Me               |                                                                                              |
| 2011       | Джек і Джилл                |                                                                                              |
| 2014       | Спільнота                   | Епізод «Basic Story»                                                                         |
| 2014       | Sharknado 2: The Second One |                                                                                              |
| 2015       | Sharknado 3: Oh Hell No!    | Зазначений як Джаред С. Фогл; вирізано з версії трансляції каналу SyFy                       |
| 2015       | Dr. Phil                    | «Subway Sandwich King до дитячого сексуального скандалу: секретні аудіозаписи Джареда Фогла» |